# Лукарце
Лукарце (на сръбски: Лукарце или Lukarce) е село в Югоизточна Сърбия, Пчински окръг, община Буяновац.

## История
В края на XIX век Лукарце е село в Прешевска кааза на Османската империя. Според статистиката на Васил Кънчов („Македония. Етнография и статистика“) от 1900 година Локарци е населявано от 195 жители българи християни. Според патриаршеския митрополит Фирмилиан в 1902 година в Лукарце има 12 сръбски патриаршистки къщи.
Според преброяването на населението от 2002 г. селото има 31 жители сърби.